# Nekrolog 2. Quartal 1924
Nekrolog
◄◄
| ◄
| 1920
| 1921
| 1922
| 1923
| 1924 | 1925 | 1926 | 1927 | 1928 | ► | ►►
1. Quartal |
2. Quartal |
3. Quartal |
4. Quartal 1924
Weitere Ereignisse | Allgemeiner Nekrolog 1924
Die Beschreibung der verstorbenen Person sollte so kurz wie möglich gehalten sein und nur deren signifikante Tätigkeit(en) enthalten.
Neue Namen ggf. auch unter dem Geburts- und Sterbedatum, also etwa unter 1. Januar und im Geburts- und Sterbejahr (2024) eintragen (nur bei entsprechender großer Wichtigkeit). Für Beispiele siehe die schon vorhandenen Artikel.
Außerdem über die fünf zuletzt Verstorbenen, zu denen es einen ausreichend guten Artikel für eine Präsentation auf der Hauptseite gibt, nach der todesbedingten Überarbeitung der Artikel ggf. auch unter Wikipedia Diskussion:Hauptseite informieren und sie am besten auch in den anderen Wikipedia-Sprachversionen eintragen. Tipp: Regelmäßig bei news.google.de nach „ist tot“, „gestorben“ oder „verstorben“ suchen.
Wenn eine Person gestorben ist, gibt es viele Seiten zu dieser Person in der Wikipedia, die davon auch betroffen sind und entsprechend aktualisiert werden müssen. Beispiele: Namenübersichtsseite, Geburtsjahr, Geburtsort-Seiten und viele mehr.
Wie finde ich die betroffenen Seiten?
Im Suchfeld auf der linken Seite gibt man den Suchbegriff so ein: „Vorname Nachname“. Dann klickt man auf Volltext und alle Seiten mit entsprechendem Suchtext werden aufgerufen. Hier sieht man dann schnell, wo auch das Todesjahr Sinn macht oder sogar ein Teil des Artikels angepasst werden muss. Auch hilft das „Werkzeug“ auf der linken Seite sehr gut, um solche Seiten aufzufinden: „Links auf diese Seite“. Somit ist die Wikipedia wieder aktuell in allen Bereichen! Hinweis: bei Eintragung der Kategorie „Gestorben JAHR“ wird der Missbrauchsfilter 49 ausgelöst, was jedoch nicht schlimm ist. Siehe: Spezial:Missbrauchsfilter/49
Dies ist eine Liste von im zweiten Quartal 1924 verstorbenen bekannten Persönlichkeiten. Die Einträge erfolgen innerhalb der einzelnen Daten alphabetisch sortiert. Tiere sind im Nekrolog für Tiere zu finden.

## April
| Tag       | Name                          | Beruf, bekannt als                                                               | Alter | Beleg |
| --------- | ----------------------------- | -------------------------------------------------------------------------------- | ----- | ----- |
| 1. April  | Jacob Bolotin                 | US-amerikanischer Arzt                                                           | 36    |       |
| 1. April  | Frank Capone                  | italienisch-amerikanischer Mobster                                               | 28    |       |
| 1. April  | Lloyd Hildebrand              | britischer Radsportler                                                           | 53    |       |
| 1. April  | Harold Jarvis                 | kanadischer Sänger (Tenor)                                                       | 59    |       |
| 1. April  | Ludwig Klingenberg            | deutscher Architekt                                                              | 83    |       |
| 1. April  | Ludwig Krause                 | deutscher Archivar                                                               | 61    |       |
| 1. April  | Georg Mantius                 | deutscher Jurist und Politiker                                                   | 53    |       |
| 1. April  | Stan Rowley                   | australischer Leichtathlet                                                       | 47    |       |
| 1. April  | Leon R. Taylor                | US-amerikanischer Politiker                                                      | 40    |       |
| 2. April  | Franz von Bayros              | österreichischer Künstler mit delikatem grafischen Stil                          | 57    |       |
| 2. April  | Franz Karl Hutter             | deutscher Offizier und Afrikaforscher                                            | 58    |       |
| 2. April  | Maxmilián Pirner              | böhmischer Maler und Grafiker                                                    | 70    |       |
| 2. April  | Karl Schmeißer                | deutscher Geologe und Direktor der Preußischen Geologischen Landesanstalt        | 68    |       |
| 2. April  | Eugenius Warming              | dänischer Botaniker                                                              | 82    |       |
| 3. April  | Otto Bussenius                | deutscher Pädagoge, Lübeckischer Schulreformer                                   | 76    |       |
| 3. April  | Ebenezer J. Ormsbee           | US-amerikanischer Politiker und Gouverneur des Bundesstaates Vermont (1886–1888) | 89    |       |
| 3. April  | Albert Steinrück              | deutscher Arzt und Bürgermeister von Korbach                                     | 74    |       |
| 4. April  | Isidor Cassirer               | deutscher Industrieller                                                          | 73    |       |
| 4. April  | Gustav Hansen                 | deutscher Jurist und Richter                                                     | 74    |       |
| 4. April  | Charles W. Lippitt            | US-amerikanischer Politiker                                                      | 77    |       |
| 4. April  | Arnold Pick                   | Psychiater und Neurologe                                                         | 72    |       |
| 4. April  | Joseph Edward Willard         | US-amerikanischer Politiker und Diplomat                                         | 58    |       |
| 5. April  | Victor Hensen                 | deutscher Physiologe und Meeresbiologe                                           | 89    |       |
| 5. April  | Christian von Kolb            | deutscher Richter und Senatspräsident am Reichsgericht                           | 76    |       |
| 5. April  | Edwin von Rauscher auf Weeg   | bayerischer Generalleutnant                                                      | 72    |       |
| 5. April  | Siegmund Schlichting          | deutscher Komponist                                                              | 71    |       |
| 5. April  | Karl Stadie                   | deutscher Generalmajor und Heimatforscher                                        | 76    |       |
| 6. April  | Alfred Brüstlein              | Schweizer Politiker                                                              | 71    |       |
| 6. April  | Eleanor Jourdain              | englisch-britische Schuldirektorin, Hochschullehrerin und Autorin                | 60    |       |
| 6. April  | Otto Plasberg                 | deutscher Klassischer Philologe                                                  | 54    |       |
| 6. April  | Bartholomäus von Werner       | preußischer Marineoffizier                                                       | 81    |       |
| 7. April  | Hans Marzen                   | preußischer Landrat                                                              | 41    |       |
| 7. April  | Marcus A. Smith               | US-amerikanischer Politiker (Demokratische Partei)                               | 73    |       |
| 8. April  | Fiorenzo Bava Beccaris        | italienischer General                                                            | 93    |       |
| 8. April  | Wilhelm von Finck             | deutscher Bankier                                                                | 76    |       |
| 9. April  | Emil August Allgeyer          | Spiritanerpater, Apostolischer Vikar von Sansibar, Titularbischof                | 67    |       |
| 9. April  | Stephan Krehl                 | Musiktheoretiker und Komponist                                                   | 59    |       |
| 9. April  | Andreas Voss                  | deutscher Gartenbauschriftsteller                                                | 67    |       |
| 10. April | Nelson Annandale              | schottischer Zoologe und Anthropologe                                            | 47    |       |
| 10. April | Charles Henry Dietrich        | US-amerikanischer Politiker                                                      | 70    |       |
| 10. April | Heinrich Fischer              | deutscher Geograph und Pädagoge                                                  | 62    |       |
| 10. April | Edward Gilmore                | US-amerikanischer Politiker                                                      | 57    |       |
| 10. April | Gustav Harpner                | österreichischer Rechtsanwalt                                                    | 60    |       |
| 10. April | Auguste Hauschner             | deutsche Schriftstellerin                                                        | 74    |       |
| 10. April | Karl Eduard von Lödel         | deutscher Reichsgerichtsrat                                                      | 75    |       |
| 10. April | Theophil Mitchell Prudden     | US-amerikanischer Pathologe und Bakteriologe                                     | 74    |       |
| 10. April | Hugo Stinnes                  | deutscher Unternehmer und Politiker (DVP), MdR                                   | 54    |       |
| 11. April | Christian Bürckstümmer        | deutscher evangelischer Geistlicher und Hochschullehrer                          | 50    |       |
| 11. April | Karl Oenike                   | deutscher Landschaftsmaler und Radierer                                          | 62    |       |
| 11. April | Theobald Otjen                | US-amerikanischer Politiker                                                      | 72    |       |
| 11. April | Viktor Silberer               | österreichischer Pionier der Luftfahrt und Politiker, Landtagsabgeordneter       | 77    |       |
| 11. April | Rafael Yglesias Castro        | Präsident Costa Ricas                                                            | 62    |       |
| 12. April | August Leppla                 | deutscher Geologe                                                                | 64    |       |
| 14. April | Roland Bonaparte              | französischer Wissenschaftler, Anthropologe und Schriftsteller                   | 65    |       |
| 14. April | Gottfried von Fellenberg      | Schweizer Komponist                                                              | 66    |       |
| 14. April | Adolf Lieban                  | deutscher Opernsänger                                                            | 56    |       |
| 14. April | Louis Sullivan                | US-amerikanischer Architekt                                                      | 67    |       |
| 15. April | Josef Leopold Brandstetter    | Schweizer Arzt und Gelehrter                                                     | 93    |       |
| 15. April | Karl Richard von Koch         | deutscher Physiker und Meteorologe                                               | 71    |       |
| 15. April | Peter Anton Ming              | Schweizer Politiker, Richter, Arzt und Mundartdichter                            | 73    |       |
| 15. April | Heinrich Roessler             | deutscher Chemiker und Unternehmer                                               | 79    |       |
| 16. April | Curt von Bloedau              | Landrat, Landtagsabgeordneter                                                    | 59    |       |
| 16. April | Amleto Novelli                | italienischer Schauspieler                                                       | 38    |       |
| 17. April | Bogd Khan                     | religiöses Oberhaupt des Buddhismus in der Mongolei                              |       |       |
| 17. April | Ernst Köhler                  | deutscher Verwaltungsjurist                                                      | 68    |       |
| 17. April | Ralph Spotts                  | US-amerikanischer Sportschütze                                                   | 48    |       |
| 18. April | George Herbert Bailey         | englischer Chemiker                                                              | 71    |       |
| 18. April | Julius Bessmer                | schweizerischer Jesuit, Hochschullehrer, Schriftsteller und Religionspsychologe  | 59    |       |
| 18. April | Carl Eitz                     | deutscher Akustiker und Musikpädagoge                                            | 75    |       |
| 18. April | Thomas J. Strait              | US-amerikanischer Politiker                                                      | 77    |       |
| 19. April | Max Hainle                    | deutscher Schwimmer                                                              | 42    |       |
| 19. April | Emil Viktor Kohl              | österreichischer Physiker und Hochschullehrer                                    | 62    |       |
| 19. April | Philine Leudesdorff-Tormin    | deutsche Schauspielerin                                                          | 31    |       |
| 20. April | August Brust                  | Gewerkschaftsvorsitzender                                                        | 61    |       |
| 20. April | John Hart Dunne               | Offizier der British Army                                                        | 88    |       |
| 21. April | Marie Corelli                 | britische Schriftstellerin                                                       | 68    |       |
| 21. April | Eleonora Duse                 | italienische Schauspielerin                                                      | 65    |       |
| 21. April | Jacob Sloat Fassett           | US-amerikanischer Politiker                                                      | 70    |       |
| 21. April | Henry Gilliland               | US-amerikanischer Old-Time-Musiker                                               | 79    |       |
| 21. April | Richard Paltauf               | österreichischer Pathologe                                                       | 66    |       |
| 21. April | Wilhelm von Schlenther        | preußischer Landrat und Politiker                                                | 65    |       |
| 21. April | Carl Heinrich Stratz          | Gynäkologe                                                                       | 65    |       |
| 22. April | Anton Buchmüller              | österreichischer Politiker                                                       | 76    |       |
| 22. April | Robert Davy                   | österreichischer Ministerialbeamter und Landesverwalter des Burgenlandes         | 57    |       |
| 22. April | Eduard Drumm                  | Landtagsabgeordneter                                                             | 62    |       |
| 22. April | Herman Wendelborg Hansen      | deutsch-amerikanischer Maler                                                     |       |       |
| 22. April | Avni Rustemi                  | albanischer Pädagoge, Attentäter und Politiker                                   | 28    |       |
| 22. April | Hans von Weber                | deutscher Verleger und Kunstmäzen                                                | 52    |       |
| 23. April | Viktor Adolf Eitel            | siebenbürgischer Theologe und Politiker                                          | 79    |       |
| 23. April | Bertram Goodhue               | US-amerikanischer Architekt und Illustrator                                      | 54    |       |
| 23. April | Karl Helfferich               | deutscher Politiker (DNVP), MdR und Bankier                                      | 51    |       |
| 23. April | Johanna Klemm                 | deutsche Schriftstellerin                                                        | 67    |       |
| 23. April | Karel Klinkenberg             | niederländischer Landschafts- und Vedutenmaler sowie Aquarellist und Radierer    | 72    |       |
| 23. April | Elise Mahler                  | deutsche Malerin, Grafikerin und Fotografin                                      | 67    |       |
| 23. April | Jakob Rasmussen               | grönländischer Landesrat                                                         | 52    |       |
| 24. April | Ferdinand Arnodin             | französischer Ingenieur und Industrieller                                        | 78    |       |
| 24. April | Granville Stanley Hall        | US-amerikanischer Psychologe                                                     | 78    |       |
| 24. April | Paul Hoeniger                 | deutscher Maler                                                                  | 59    |       |
| 24. April | Adolf von Neuffer             | bayerischer Verwaltungsbeamter                                                   | 78    |       |
| 24. April | Julius Simmonds               | deutscher Genre-, Stillleben- und Porträtmaler der Düsseldorfer Schule           | 80    |       |
| 24. April | Wilhelm Walther               | deutscher Theologe                                                               | 78    |       |
| 25. April | Friedrich Nadler              | deutscher Pädagoge                                                               | 76    |       |
| 25. April | Edwin L. Norris               | US-amerikanischer Politiker                                                      | 58    |       |
| 26. April | Ijūin Hikokichi               | japanischer Diplomat und Politiker                                               | 59    |       |
| 26. April | Josef Labor                   | österreichischer Komponist, Organist und Pianist                                 | 81    |       |
| 26. April | Alwin Römer                   | deutscher Schriftsteller                                                         | 62    |       |
| 26. April | Emil Seckel                   | deutscher Jurist und Rechtshistoriker                                            | 60    |       |
| 27. April | Chapman L. Anderson           | US-amerikanischer Jurist und Politiker                                           | 79    |       |
| 27. April | Nikolai Iwanowitsch Andrussow | russischer Geologe und Paläontologe                                              | 62    |       |
| 27. April | Maecenas Eason Benton         | US-amerikanischer Politiker                                                      | 76    |       |
| 27. April | John B. Long                  | US-amerikanischer Politiker                                                      | 80    |       |
| 27. April | James Salmon                  | schottischer Architekt                                                           | 51    |       |
| 27. April | Ernst von Stern               | deutsch-russischer Althistoriker und Klassischer Philologie                      | 64    |       |
| 28. April | Alois Goldbacher              | österreichischer Klassischer Philologe                                           | 86    |       |
| 29. April | Anna Astl-Leonhard            | österreichische Schriftstellerin                                                 | 63    |       |
| 29. April | David Patterson Dyer          | US-amerikanischer Jurist und Politiker                                           | 86    |       |
| 29. April | Ernest Fox Nichols            | US-amerikanischer Physiker und Lehrer                                            | 54    |       |
| 30. April | Fedor Bucholtz                | russischer Botaniker                                                             | 51    |       |
| 30. April | Marie Hart                    | elsässische Schriftstellerin                                                     | 67    |       |
| 30. April | Frank Plumley                 | US-amerikanischer Jurist und Politiker                                           | 79    |       |
| 30. April | Hermann Rudolph               | deutscher Architekt                                                              | 77    |       |
| 30. April | Eduard Stolzenburg            | preußischer Generalleutnant                                                      | 70    |       |

## Mai
| Tag     | Name                                   | Beruf, bekannt als                                                                                              | Alter | Beleg |
| ------- | -------------------------------------- | --- | ----- | ----- |
| 1. Mai  | Frida Bettingen                        | deutsche Schriftstellerin                                                                                       | 58    |       |
| 1. Mai  | Louis Henry Davies                     | kanadischer Richter und Politiker, Vorsitzender des Obersten Gerichtshofes und Premierminister von Prince Ed... | 78    |       |
| 1. Mai  | Ludwig von Meerheimb                   | deutscher Politiker und Beamter                                                                                 | 60    |       |
| 2. Mai  | Konrad Barth                           | deutscher Konsumgenossenschafter                                                                                | 83    |       |
| 2. Mai  | Charles Eugene Lancelot Brown          | Schweizer Maschinenkonstrukteur                                                                                 | 60    |       |
| 2. Mai  | Edith Maryon                           | englische Bildhauerin                                                                                           | 52    |       |
| 2. Mai  | Aurelius Polzer                        | österreichischer Gymnasiallehrer, Dichter und Schriftsteller                                                    | 75    |       |
| 3. Mai  | Julius Bachmann                        | deutscher Jurist und Mitglied des Preußischen Herrenhauses                                                      | 79    |       |
| 3. Mai  | Reinhold Grundemann                    | deutscher evangelischer Geistlicher und Missionswissenschaftler                                                 | 88    |       |
| 3. Mai  | Roman Iwanowitsch Klein                | russischer Architekt                                                                                            | 66    |       |
| 3. Mai  | Mykola Michnowskyj                     | ukrainischer Politiker                                                                                          | 51    |       |
| 4. Mai  | Albert Joseph Franke                   | deutscher Orient- und Genremaler                                                                                | 63    |       |
| 4. Mai  | Wilhelm Jacobi                         | deutscher Bildhauer                                                                                             | 60    |       |
| 4. Mai  | Adam Jedrzejowicz                      | österreichisch-ungarischer Politiker polnischer Abstammung                                                      | 76    |       |
| 4. Mai  | Konstantin von Jerin                   | preußischer Gutsbesitzer und Politiker                                                                          | 85    |       |
| 4. Mai  | Edith Nesbit                           | englische Autorin                                                                                               | 65    |       |
| 4. Mai  | Lucien de la Rive                      | Schweizer Physiker                                                                                              | 90    |       |
| 5. Mai  | David Webster Flanagan                 | US-amerikanischer Politiker                                                                                     | 92    |       |
| 5. Mai  | Frederick W. Mulkey                    | US-amerikanischer Politiker (Republikanische Partei)                                                            | 50    |       |
| 5. Mai  | Eduard Karl von Oppersdorff            | deutscher Großgrundbesitzer, Bergwerksunternehmer und K.u.k. Hofbeamter                                         | 79    |       |
| 6. Mai  | Louis De Sadeleer                      | belgischer Politiker und Diplomat                                                                               | 71    |       |
| 6. Mai  | Virgil Groder                          | österreichischer Maler                                                                                          | 67    |       |
| 6. Mai  | Claude Guichard                        | französischer Mathematiker                                                                                      | 62    |       |
| 6. Mai  | Samuel McMillan                        | US-amerikanischer Politiker                                                                                     | 73    |       |
| 6. Mai  | Gustav von Schoch                      | bayerischer General der Infanterie im Ersten Weltkrieg                                                          | 65    |       |
| 6. Mai  | Émile Wambach                          | belgischer Komponist, Dirigent und Musikpädagoge                                                                | 69    |       |
| 7. Mai  | Dimityr Blagoew                        | bulgarischer Philosoph und Politiker                                                                            | 67    |       |
| 7. Mai  | Adolf Germann                          | Schweizer Politiker (FDP)                                                                                       | 67    |       |
| 7. Mai  | Georg Selenius                         | norwegischer Turner                                                                                             | 39    |       |
| 8. Mai  | Hugo Borchardt                         | deutscher Schusswaffenkonstrukteur                                                                              | 79    |       |
| 8. Mai  | Lew Natanowitsch Lunz                  | russischer Schriftsteller und Gründungsmitglied der Petrograder Serapionsbrüder                                 | 23    |       |
| 8. Mai  | Heinrich XXVIII. Reuß zu Köstritz      | deutscher Adliger und Autor                                                                                     | 64    |       |
| 10. Mai | August Gutzmer                         | deutscher Mathematiker                                                                                          | 64    |       |
| 10. Mai | Albert Hesse                           | deutscher Chemiker                                                                                              | 57    |       |
| 10. Mai | George Kennan                          | US-amerikanischer Forschungsreisender                                                                           | 79    |       |
| 10. Mai | Hermann Kretzschmar                    | deutscher Musikwissenschaftler und -schriftsteller                                                              | 76    |       |
| 11. Mai | Emil von Gerliczy                      | slowenischer Maler des Expressionismus                                                                          | 52    |       |
| 11. Mai | Henry Haven Windsor                    | US-amerikanischer Verleger, Journalist und Autor                                                                | 64    |       |
| 12. Mai | William James Beal                     | US-amerikanischer Botaniker                                                                                     | 91    |       |
| 12. Mai | Bertha Drechsler Adamson               | englische Geigerin, Dirigentin und Musikpädagogin                                                               | 76    |       |
| 12. Mai | Henri Maréchal                         | französischer Komponist                                                                                         | 82    |       |
| 12. Mai | Louis Sebastian Walsh                  | US-amerikanischer Geistlicher, Bischof von Portland                                                             | 66    |       |
| 13. Mai | Arnold von Laer                        | deutscher Verwaltungsjurist                                                                                     | 58    |       |
| 13. Mai | Paul de Mathies                        | deutscher katholischer Priester und Schriftsteller                                                              | 56    |       |
| 13. Mai | Henry F. Urban                         | deutschsprachiger Schriftsteller                                                                                | 62    |       |
| 14. Mai | James Bernard Reilly                   | US-amerikanischer Politiker                                                                                     | 78    |       |
| 15. Mai | Paul Henri d’Estournelles de Constant  | Gründer und Präsident der Französischen Parlamentarischen Gruppe für freiwillige Schiedsgerichtsbarkeit         | 71    |       |
| 15. Mai | Oskar Haevernick                       | preußischer Generalleutnant im Ersten Weltkrieg                                                                 | 69    |       |
| 15. Mai | Carl Lewald                            | deutscher Rechtsanwalt                                                                                          | 81    |       |
| 15. Mai | Paul Lindemann                         | Oberbürgermeister von Kiel                                                                                      | 53    |       |
| 15. Mai | Konrad Mautner                         | österreichischer Großindustrieller, Ethnologe, Volkskundler und Herausgeber                                     | 44    |       |
| 15. Mai | Emanuel Reicher                        | österreichisch-deutscher Schauspieler und Regisseur                                                             | 74    |       |
| 15. Mai | Fritz Roeber                           | deutscher Maler, Illustrator und Lithograph                                                                     | 72    |       |
| 16. Mai | Gustav Hänichen                        | deutscher Architekt                                                                                             | 64    |       |
| 16. Mai | Moritz Pistor                          | deutscher Mediziner                                                                                             | 88    |       |
| 16. Mai | Alfred Schmasow                        | deutscher Schauspieler, Komiker und Autor                                                                       | 62    |       |
| 16. Mai | Gustav Terkmann                        | estnischer Orgelbauer                                                                                           | 73    |       |
| 16. Mai | Harry Yount                            | erster Park Ranger im Yellowstone-Nationalpark                                                                  | 87    |       |
| 17. Mai | Maurice Cossmann                       | französischer Malakologe und Paläontologe                                                                       | 73    |       |
| 17. Mai | Karl Kehrer                            | preußischer General der Artillerie                                                                              | 74    |       |
| 18. Mai | Victor Charbonnet                      | Schweizer Ingenieur und freisinniger Politiker                                                                  | 62    |       |
| 18. Mai | Émile Deutsch de la Meurthe            | französischer Industrieller und Philanthrop                                                                     | 76    |       |
| 18. Mai | Anton Gassner                          | österreichischer Industrieller und Bergsteiger                                                                  | 72    |       |
| 18. Mai | Corrado Segre                          | italienischer Mathematiker                                                                                      | 60    |       |
| 18. Mai | Charles Vere Ferrers Townshend         | britischer Offizier und Politiker, Mitglied des House of Commons                                                | 63    |       |
| 19. Mai | Bernarda Bütler                        | Heilige, Ordensschwester                                                                                        | 75    |       |
| 19. Mai | Lodovico Scarfiotti                    | italienischer Jurist und Unternehmer                                                                            | 62    |       |
| 20. Mai | Edward Goschen                         | britischer Diplomat                                                                                             | 76    |       |
| 20. Mai | Emil Hollack                           | deutscher Lehrer und Vorgeschichtler in Ostpreußen                                                              | 63    |       |
| 20. Mai | Friedrich von Schirach                 | deutscher Komponist                                                                                             | 53    |       |
| 21. Mai | Thure Cederström                       | schwedischer Genremaler der Düsseldorfer und Münchner Schule                                                    | 80    |       |
| 21. Mai | Lucia Fairchild Fuller                 | US-amerikanische Malerin                                                                                        | 53    |       |
| 21. Mai | Kurt Gasch                             | deutscher Kunstmaler                                                                                            | 36    |       |
| 21. Mai | Henri van der Hoeven                   | niederländischer Rechtswissenschaftler                                                                          | 81    |       |
| 22. Mai | Wiktor Pawlowitsch Nogin               | russischer Politiker                                                                                            | 46    |       |
| 23. Mai | Franz Bitter                           | deutscher Jurist und Politiker, MdR                                                                             | 59    |       |
| 24. Mai | Alexander Billmeyer                    | US-amerikanischer Politiker                                                                                     | 83    |       |
| 24. Mai | Roman von Komierowski                  | deutscher Rittergutsbesitzer, Jurist und Politiker, MdR                                                         | 77    |       |
| 24. Mai | Charles August Lindbergh               | US-amerikanischer Politiker                                                                                     | 65    |       |
| 24. Mai | Luise Schmidt                          | deutsche Malerin, Zeichnerin und Grafikerin                                                                     | 68    |       |
| 25. Mai | Charles William Andrews                | britischer Paläontologe, Zoologe und Botaniker                                                                  | 57    |       |
| 25. Mai | Federico Boyd                          | vierter Staatspräsident von Panama                                                                              | 72    |       |
| 25. Mai | Joseph Chappell Hutcheson              | US-amerikanischer Politiker                                                                                     | 82    |       |
| 25. Mai | Theodore F. Morse                      | US-amerikanischer Komponist                                                                                     | 51    |       |
| 25. Mai | Ljubow Sergejewna Popowa               | russische Malerin                                                                                               | 35    |       |
| 25. Mai | Georg von Posern                       | sächsischer Rittergutsbesitzer, Hofbeamter und Parlamentarier                                                   | 80    |       |
| 25. Mai | Robert G. Southall                     | US-amerikanischer Politiker                                                                                     | 71    |       |
| 26. Mai | Victor Herbert                         | US-amerikanischer Komponist                                                                                     | 65    |       |
| 26. Mai | Alexander zu Hohenlohe-Schillingsfürst | deutscher Diplomat, Publizist und Politiker, MdR                                                                | 61    |       |
| 26. Mai | Frans Kempe                            | schwedischer Unternehmer, CEO von MoDo                                                                          | 77    |       |
| 26. Mai | Fritz von Pappritz                     | preußischer Generalleutnant                                                                                     | 91    |       |
| 26. Mai | Frederick William Pomeroy              | britischer Bildhauer                                                                                            | 67    |       |
| 27. Mai | Eduard Balsiger                        | Schweizer Lehrer                                                                                                | 78    |       |
| 27. Mai | Cláudio José Gonçalves Ponce de Leão   | brasilianischer Ordensgeistlicher, römisch-katholischer Erzbischof von Porto Alegre                             | 83    |       |
| 28. Mai | Elisabeth Jensen                       | deutsche Politikerin (SPD)                                                                                      | 47    |       |
| 28. Mai | Emil Krupa-Krupinski                   | deutscher Genre- und Porträtmaler und Grafiker                                                                  | 52    |       |
| 29. Mai | Paul Cambon                            | französischer Botschafter in Großbritannien (1898–1920)                                                         | 81    |       |
| 29. Mai | Carl Gruner                            | deutscher Politiker (DVP)                                                                                       | 59    |       |
| 29. Mai | Albert Köster                          | deutscher Germanist und Theaterwissenschaftler                                                                  | 61    |       |
| 29. Mai | Helmuth Listemann                      | deutscher Diplomat                                                                                              | 51    |       |
| 30. Mai | Erwin Báron                            | deutscher Filmregisseur, Drehbuchautor und Schauspieler                                                         |       |       |
| 30. Mai | Amélie Beaury-Saurel                   | französische Malerin mit spanischer Herkunft                                                                    |       |       |
| 30. Mai | Johann Birner                          | deutscher Politiker (SPD), MdHB                                                                                 | 65    |       |
| 30. Mai | Ernst von Gustedt                      | Generallandschaftsdirektor der preußischen Provinz Sachsen                                                      | 78    |       |
| 30. Mai | Heinrich Messikommer                   | Schweizer Auktionator, Kunst- und Antiquitätenhändler                                                           | 59    |       |
| 30. Mai | Carl Gustav von Sengbusch              | deutsch-baltischer Fabrikant, Kunstsammler und Mäzen                                                            | 81    |       |
| 30. Mai | Knut Fredrik Söderwall                 | schwedischer Skandinavist                                                                                       | 82    |       |
| 31. Mai | Catherine Taintor                      | Hochstaplerin                                                                                                   |       |       |
|         | Joseph Aubert                          | französischer Maler                                                                                             | 74    |       |
|         | José A. Baca                           | US-amerikanischer Politiker                                                                                     |       |       |

## Juni
| Tag      | Name                                       | Beruf, bekannt als                                                                                              | Alter | Beleg |
| -------- | ------------------------------------------ | --- | ----- | ----- |
| 1. Juni  | Charles Oberthür                           | französischer Entomologe                                                                                        | 78    |       |
| 1. Juni  | Karl Stoll                                 | Schweizer Gewerkschaftsfunktionär und Politiker                                                                 | 55    |       |
| 2. Juni  | Friedrich Kallmorgen                       | deutscher Maler und Hochschullehrer                                                                             | 67    |       |
| 2. Juni  | Heinrich Köhler                            | deutscher Politiker, Landtagsabgeordneter Großherzogtum Hessen                                                  | 64    |       |
| 2. Juni  | Ferdinand Schlör                           | Theologe und Bischof von Würzburg                                                                               | 85    |       |
| 3. Juni  | Franz Kafka                                | österreichischer Schriftsteller                                                                                 | 40    |       |
| 4. Juni  | Jacob H. Bromwell                          | US-amerikanischer Politiker (Republikanische Partei)                                                            | 76    |       |
| 4. Juni  | Robert Reinbacher                          | deutscher Jurist und Abgeordneter in Berlin                                                                     | 73    |       |
| 5. Juni  | William Hare, 3. Earl of Listowel          | anglo-irischer Peer und Politiker                                                                               | 91    |       |
| 5. Juni  | Johann Laufer                              | Landtagsabgeordneter Volksstaat Hessen                                                                          | 66    |       |
| 5. Juni  | Hermann von Salmuth                        | deutscher Verwaltungsjurist                                                                                     | 38    |       |
| 7. Juni  | William Pirrie, 1. Viscount Pirrie         | irischer Schiffsbauer und Politiker                                                                             | 77    |       |
| 7. Juni  | Ernst von Raben                            | deutscher Offizier                                                                                              | 46    |       |
| 7. Juni  | Friedrich Spitta                           | evangelischer Theologe                                                                                          | 72    |       |
| 8. Juni  | Samuel B. Avis                             | US-amerikanischer Politiker                                                                                     | 52    |       |
| 8. Juni  | Henry Mortimer Durand                      | Außenminister der Britischen Kolonie Indien                                                                     | 74    |       |
| 8. Juni  | Andrew Irvine                              | britischer Bergsteiger                                                                                          | 22    |       |
| 8. Juni  | Hellmuth von Krohn                         | deutscher Pilot                                                                                                 | 32    |       |
| 9. Juni  | Julius Groeschel                           | deutscher Bauingenieur, Architekt und Baubeamter                                                                | 64    |       |
| 9. Juni  | Friedrich von Plettenberg-Heeren           | deutscher Rittergutsbesitzer und preußischer Rittmeister                                                        | 60    |       |
| 10. Juni | Jean-Baptiste de Pauw                      | belgischer Organist, Komponist und Musikpädagoge                                                                | 72    |       |
| 10. Juni | Louis W. Emerson                           | US-amerikanischer Politiker                                                                                     | 66    |       |
| 10. Juni | Ludwig von Friedeburg                      | deutscher Generalmajor der Reichswehr                                                                           | 61    |       |
| 10. Juni | William Maddison                           | britischer Segler                                                                                               |       |       |
| 10. Juni | Giacomo Matteotti                          | italienischer Politiker (PSU, PSI), Mitglied der Camera dei deputati                                            | 39    |       |
| 11. Juni | Armand Deperdussin                         | französischer Unternehmer                                                                                       |       |       |
| 11. Juni | Théodore Dubois                            | französischer Komponist                                                                                         | 86    |       |
| 11. Juni | Alfred Metcalf Jackson                     | US-amerikanischer Politiker                                                                                     | 63    |       |
| 11. Juni | Carl Kleineidam                            | deutscher römisch-katholischer Theologe, Fürstbischöflicher Delegat für Brandenburg und Pommern, Propst von ... | 76    |       |
| 11. Juni | Aurel Pfeil                                | sächsischer Generalmajor                                                                                        | 69    |       |
| 11. Juni | Alexander de Savornin Lohman               | niederländischer Politiker, Jurist, Hochschullehrer und Journalist                                              | 87    |       |
| 11. Juni | Karl Wieghardt                             | deutscher Mathematiker                                                                                          | 49    |       |
| 12. Juni | Jacques de Morgan                          | französischer Geologe, Ingenieur, Ägyptologe, Vorderasiatischer Archäologe und Numismatiker                     | 67    |       |
| 12. Juni | Frederico Nascimento                       | portugiesisch-brasilianischer Cellist und Musikpädagoge                                                         | 71    |       |
| 14. Juni | Emile Claus                                | belgischer Maler                                                                                                | 74    |       |
| 14. Juni | Friedrich Ecker                            | deutscher Verwaltungsbeamter und Parlamentarier                                                                 | 65    |       |
| 14. Juni | Frédéric Ferrière                          | Schweizer Arzt, Mitglied und Vizepräsident des Internationalen Komitees vom Roten Kreuz (IKRK)                  | 75    |       |
| 14. Juni | Frank Bunker Gilbreth                      | US-amerikanischer Pionier der wissenschaftliche Betriebsführung                                                 | 55    |       |
| 14. Juni | Joseph Henry Kibbey                        | US-amerikanischer Politiker, Gouverneur des Arizona-Territoriums                                                | 71    |       |
| 14. Juni | Petko Petkow                               | bulgarischer Politiker (Agrarunion)                                                                             | 33    |       |
| 14. Juni | Iwan Salabaschew                           | bulgarischer Mathematiker und Politiker                                                                         | 71    |       |
| 15. Juni | Eugenio Donadoni                           | italienischer Schriftsteller, Romanist und Italianist                                                           | 53    |       |
| 15. Juni | Robert Hallowell Gardiner                  | US-amerikanischer Rechtsanwalt und eine der Führungsfiguren der frühen Ökumenischen Bewegung                    | 68    |       |
| 15. Juni | Jakob Gräf                                 | römisch-katholischer Geistlicher und Abgeordneter                                                               | 49    |       |
| 16. Juni | Sally Berg                                 | deutscher Couturier                                                                                             | 67    |       |
| 16. Juni | Arthur von Gregory                         | preußischer Generalleutnant                                                                                     | 65    |       |
| 16. Juni | Richard Lyon-Dalberg-Acton, 2. Baron Acton | britischer Peer und Diplomat                                                                                    | 53    |       |
| 16. Juni | Wilhelm Schultze                           | deutscher Chirurg und Sanitätsoffizier                                                                          | 84    |       |
| 16. Juni | Karl Sykora                                | österreichischer Bautechniker                                                                                   | 73    |       |
| 17. Juni | Adèle Garnier                              | französische Benediktinerin, Ordensgründerin, Klostergründerin und Mystikerin                                   | 85    |       |
| 17. Juni | Walter Georgi                              | deutscher Maler und Illustrator                                                                                 | 53    |       |
| 17. Juni | Victor-Charles Mahillon                    | belgischer Musiker, Instrumentenbauer und Autor                                                                 | 83    |       |
| 18. Juni | Julius Cassirer                            | deutscher Industrieller                                                                                         | 83    |       |
| 18. Juni | Walter Holdt                               | deutscher Künstler, Maskentänzer und Musiker                                                                    | 24    |       |
| 18. Juni | Josef Mágr                                 | deutscher Bildhauer                                                                                             | 62    |       |
| 18. Juni | Heinrich Precht                            | deutscher Chemiker und Mineraloge                                                                               | 71    |       |
| 19. Juni | Karl Gerstein                              | deutscher Jurist, Verwaltungsbeamter, Kommunalpolitiker und Wirtschaftsmanager                                  | 60    |       |
| 19. Juni | Lavinia Schulz                             | deutsche expressionistische Schauspielerin und Maskentänzerin                                                   | 27    |       |
| 19. Juni | Adolphus William Ward                      | britischer Historiker                                                                                           | 86    |       |
| 20. Juni | James Shaw Hay                             | britischer Kolonialverwalter                                                                                    | 84    |       |
| 20. Juni | Francisco Iturrino                         | spanischer Maler                                                                                                | 59    |       |
| 20. Juni | Heinrich Sperling                          | deutscher Figuren- und besonders Tiermaler                                                                      | 80    |       |
| 21. Juni | Georg Brunow                               | deutscher Theaterschauspieler und Theaterintendant                                                              | 62    |       |
| 22. Juni | Pacificio Fiorani                          | Bischof von Osimo und Cingoli in Italien                                                                        | 68    |       |
| 22. Juni | Fritz von Kleudgen                         | deutscher Maler                                                                                                 | 68    |       |
| 22. Juni | Paul Mankiewitz                            | deutscher Bankier                                                                                               | 66    |       |
| 22. Juni | Karl Schürl                                | österreichischer Politiker (DnP), Abgeordneter zum Nationalrat                                                  | 58    |       |
| 22. Juni | Theodor Wolf                               | deutscher Geologe und Botaniker                                                                                 | 83    |       |
| 24. Juni | Emil Habdank von Dunikowski                | österreichischer Geologe                                                                                        | 68    |       |
| 24. Juni | Friedrich Niecks                           | deutscher Musiklehrer und Autor                                                                                 | 79    |       |
| 24. Juni | Terence Vincent Powderly                   | US-amerikanischer Gewerkschafter, Bürgermeister, Anwalt                                                         | 75    |       |
| 25. Juni | Otto Brandt                                | deutscher Nationalökonom                                                                                        | 55    |       |
| 25. Juni | Jack Darragh                               | kanadischer Eishockeyspieler                                                                                    | 33    |       |
| 25. Juni | Nikolaus Gihr                              | deutscher katholischer Theologe                                                                                 | 84    |       |
| 26. Juni | Walentina Serowa                           | russische bzw. sowjetische Komponistin und Musikkritikerin                                                      | 78    |       |
| 26. Juni | Hermann Varnhagen                          | deutscher Anglist und Romanist                                                                                  | 73    |       |
| 27. Juni | Edward C. Little                           | US-amerikanischer Politiker                                                                                     | 65    |       |
| 29. Juni | Robert Simpson Woodward                    | US-amerikanischer Astronom, Geophysiker, Geodät und Ingenieur                                                   | 74    |       |
| 30. Juni | Johannes von Eben                          | preußischer General der Infanterie im Ersten Weltkrieg                                                          | 69    |       |
| 30. Juni | Jacob Israël de Haan                       | niederländischer Autor und Jurist                                                                               | 42    |       |
| 30. Juni | Per Kinde                                  | schwedischer Sportschütze                                                                                       | 37    |       |
| 30. Juni | Anton Ohorn                                | deutscher Lehrer, Dichter und Schriftsteller                                                                    | 77    |       |
| 30. Juni | Praskowja Sergejewna Uwarowa               | russische Amateur-Archäologin                                                                                   | 84    |       |
|          | Eugenie Pappenheim                         | österreichisch-amerikanische Opernsängerin (Sopran)                                                             |       |       |